# Адефеми, Олубайо
Олубайо Адефеми (англ. Olubayo Adefemi; 13 августа 1985, Лагос, Нигерия — 18 апреля 2011, Кавала, Греция) — нигерийский футболист, игрок национальной сборной, серебряный призёр летних Олимпийских игр 2008 года.
Начал свою карьеру в клубе «Бендел Иншурэнс». Проявил себя ещё юниором, став чемпионом Африки (2005) и заняв со сборной до 20 лет второе место на первенстве мира того же года. В 2008 г. в составе национальной сборной выиграл серебряную медаль на Олимпиаде в Пекине, проведя пять игр и забив один гол.
В 2008 г. стал выступать в румынском национальном чемпионате, в 2009 г. — в австрийском. Однако, вследствие необходимого разрешения перешел во французскую «Булонь». Его последним клубом стал греческий клуб «Ксанти».
Адефеми разбился на автотрассе между Афинами и Салониками, когда его автомобиль по неустановленным пока причинам потерял управление.